# Mokrzeckia pini
Mokrzeckia pini is een vliesvleugelig insect uit de familie Pteromalidae. De wetenschappelijke naam is voor het eerst geldig gepubliceerd in 1838 door Hartig.